# Fuding
Fuding, tidigare romaniserat Futing,är en stad på häradsnivå inom staden Ningde på prefekturnivå i provinsen Fujian i sydöstra Kina.
Fuding är indelat i tre stadsdelsdistrikt, tio köpingar, tre socknar (varav en etnisk minoritetssocken) samt en administrativ enhet på sockennivå.
Stadsdelsdistrikt (jiedao):

- Shanqian (山前街道)
- Tongcheng (桐城街道)
- Tongshan (桐山街道)

Köpingar (zhen):

- Bailin (白琳镇)
- Diantou (点头镇)
- Dianxia (店下镇)
- Guanling (贯岭镇)
- Guanyang (管阳镇)
- Panxi (磻溪镇)
- Qianqi (前岐镇)
- Shacheng (沙埕镇)
- Tailaoshan (太姥山镇)
- Yushan (嵛山镇)

Socknar (xiang):

- Dieshi (叠石乡)
- Jiayang (佳阳乡)

Etniska minoritetssocknar (zu xiang):
- Xiamen (硖门畲族乡) för (shefolket)

Områden på sockennivå:
- Long'an Kaifaqu utvecklingszon (龙安开发区)